# Ferenc Czvikovszky
Ferenc Czvikovszky (ur. 1 stycznia 1932 w Budapeszcie, zm. 16 listopada 2021) – węgierski szermierz, wielokrotny medalista mistrzostw świata, olimpijczyk.
Podczas mistrzostw świata w Paryżu w 1957 roku Węgrzy w składzie: Ferenc Czvikovszky, Mihály Fülöp, József Gyuricza, Jenö Kamuti i Endre Tilli zwyciężyli we florecie drużynowym. W ej samej konkurencji zdobył również srebrne medale na mistrzostwach świata w Filadelfii (1958) i mistrzostwach świata w Turynie (1961) oraz brązowy na mistrzostwach świata w Budapeszcie (1959). Ponadto zdobył także srebrny medal w turnieju indywidualnym na MŚ 1958, rozdzielając na podium Włocha Giancarlo Bergaminiego i Francuza Bernarda Baudoux. Wspólnie z Lajosem Balthazárem, Árpádem Báránym, Barnabásem Berzsenyim, Tamásem Gáborem i Istvánem Kauszem zdobył srebrny medal w szpadzie drużynowej na MŚ 1957.
Wystartował na igrzyskach olimpijskich w Rzymie w 1960 roku, gdzie we florecie drużynowym zajął czwarte miejsce. Był to jego jedyny start olimpijski.
Po zakończeniu kariery został inżynierem. Był też sekretarzem generalnym Węgierskiego Związku Szermierki oraz sędzią międzynarodowym (sędziował m.in. na IO 1960, IO 1964 i IO 1968).